# Урбари
Урбари (лат.urborium па urbor или urbar: обрађено кметовско земљиште) су збирке приписа по којима се у Хрватској, Словенији, Славонији и Војводини уређивали односи феудалаца и кметова и њихове узајамне обавезе. Све до маријатерезијанске урбарне регулације у XVIII веку, урбари су приватноправни документи, које су углавном писали сами феудалци. 
Најстаријим урбаром може се  се сматрати Винодолски закон из 1288, јер поред уређења односа између винодолски места, садржи и одредбе које га чине урбаром. Године 1334. Загребачки каптол као носилац власти уредио је урбаром односе са кметовима. Типични урбари појвљују се XV веку, када се у њима набрајају и кметовске породице, њихове земље и дужности. 
Због све веће експлоатације често су избијале кметовске буне, па је и држава у XVIII веку узела ово питање у своје руке и донела збирке прописа, које су одређивале горњу границу кметовских давања и такође су се звале урбарима. Марија Терезија 1756. донела је такав урбар за славонске жупаније вировитичку, пожешку и сремску, а у раздобљу од 1775—1780 и за хрватске жупаније загребачку, вараждинску и крижевачку. Законом су урбаријални односи регулисани 1836. и 1840. 
Укидањем кметства 1848—1853 и разрешењем кметовских односа, урбари губе своје значење. Урбари се убрајају међу најзначајније изворе за изучавање старије аграрне, економске и социјалне историје. Ако је једно властелинство сачувало низ урбара из разних векова, (што није редак случај), могу се помоћу њих пратити промене у положају кметова, броју сеоских газдинстава, броју сеоског становништва, које су се културе гајиле и др.